# Скотт, Кайл
Кайл Майкл Скотт (англ. Kyle Michael Scott; род. 22 декабря 1997, Бат, Сомерсет, Англия) — американский футболист, полузащитник клуба «Ориндж Каунти».

## Клубная карьера
Скотт перешёл в академию «Челси» из системы подготовки футболистов «Саутгемптона». В юношеской команде дебютировал в августе 2013 года. В возрасте 15 лет впервые вышел в составе на матч Юношеской лиги УЕФА. В апреле 2016 года Скотт запросил руководство клуба выставить его на трансфер. В результате оказался на просмотре в нидерландском клубе «Виллем II».
По ходу сезона 2017/18 Скотт был допущен к основной команде лондонского клуба, где получил футболку с 36-м номером. Дебют в основной команде пришёлся на матч пятого раунда Кубка Англии, в котором «аристократы» одержали убедительную победу над «Халл Сити» со счётом 4:0.
14 июля 2018 года Скотт перешёл в нидерландский клуб Эрстедивизи «Телстар» на правах аренды на один сезон. За «Телстар» дебютировал 17 августа в матче первого тура сезона 2018/19 против «Валвейка», выйдя на замену во втором тайме. 12 октября в матче против «Хелмонд Спорта» забил свой первый гол за «Телстар».
1 июля 2019 года Скотт покинул «Челси» в связи с истечением срока контракта.
29 июля 2019 года Скотт подписал контракт с «Ньюкасл Юнайтед». Выступал за молодёжный состав «сорок» в Премьер-лиге 2. 1 июня 2021 года Скотт покинул «Ньюкасл Юнайтед».
31 августа 2021 года Скотт присоединился к клубу MLS «Цинциннати», подписав контракт до конца сезона 2022 с опциями продления на сезоны 2023 и 2024. В американской лиге дебютировал 16 октября в матче против «Орландо Сити», заменив на 76-й минуте Хариса Медунянина. 2 февраля 2022 года контракт Скотта с «Цинциннати» был расторгнут по взаимному согласию сторон.
4 августа 2022 года Скотт подписал контракт с клубом Чемпионшипа ЮСЛ «Ориндж Каунти» на оставшуюся часть сезона 2022. За «Ориндж Каунти» дебютировал 12 августа в матче против «Финикс Райзинг», заменив на 71-й минуте Кевина Партиду. 7 декабря «Ориндж Каунти» задействовал опцию продления контракта Смита на сезон 2023. 13 декабря 2023 года Скотт подписал с «Ориндж Каунти» новый контракт на сезон 2024.

## Международная карьера
Успел поиграть за молодёжные составы разных уровней сразу трёх стран: Англии, Ирландии и США.

## Клубная статистика
| Выступление      | Выступление      | Выступление      | Лига | Лига | Кубок | Кубок | Кубок лиги | Кубок лиги | Еврокубки | Еврокубки | Прочие | Прочие | Итого | Итого |
| Клуб             | Лига             | Сезон            | Игры | Голы | Игры  | Голы  | Игры       | Голы       | Игры      | Голы      | Игры   | Голы   | Игры  | Голы  |
| ---------------- | ---------------- | ---------------- | ---- | ---- | ----- | ----- | ---------- | ---------- | --------- | --------- | ------ | ------ | ----- | ----- |
| Челси            | Премьер-лига     | 2017/18          | 0    | 0    | 1     | 0     | 0          | 0          | 0         | 0         | 0      | 0      | 1     | 0     |
| Челси            | Итого            | Итого            | 0    | 0    | 1     | 0     | 0          | 0          | 0         | 0         | 0      | 0      | 1     | 0     |
| Телстар          | Эрстедивизи      | 2018/19          | 14   | 2    | 0     | 0     | —          | —          | —         | —         | —      | —      | 14    | 2     |
| Телстар          | Итого            | Итого            | 14   | 2    | 0     | 0     | —          | —          | —         | —         | —      | —      | 14    | 2     |
| Цинциннати       | MLS              | 2021             | 4    | 0    | —     | —     | —          | —          | —         | —         | —      | —      | 4     | 0     |
| Цинциннати       | Итого            | Итого            | 4    | 0    | —     | —     | —          | —          | —         | —         | —      | —      | 4     | 0     |
| Ориндж Каунти    | USLC             | 2022             | 8    | 0    | —     | —     | —          | —          | —         | —         | —      | —      | 8     | 0     |
| Ориндж Каунти    | USLC             | 2023             | 31   | 0    | 1     | 0     | —          | —          | —         | —         | 2      | 0      | 34    | 0     |
| Ориндж Каунти    | Итого            | Итого            | 39   | 0    | 1     | 0     | —          | —          | —         | —         | 2      | 0      | 42    | 0     |
| Всего за карьеру | Всего за карьеру | Всего за карьеру | 57   | 2    | 2     | 0     | 0          | 0          | 0         | 0         | 2      | 0      | 61    | 2     |